# Thập niên 1230
Thập niên 1230 là thập niên diễn ra từ năm 1230 đến 1239.